# Nhamundá
Nhamundá es un municipio brasileño del interior del estado de Amazonas, Región Norte del país. Perteneciente a la Mesorregión del Centro Amazonense y microrregión de Parintins, se localiza al este de Manaus, capital del estado, distando de esta cerca de 375 kilómetros.
Ocupa una área de 14 105,619 km² y su población, contada por el IBGE en 2010, es aproximadamente de 18 502 habitantes, siendo así el trigésimo quinto municipio más populoso del estado de Amazonas y el cuarto de su microrregião. Su área representa 0.8980 % del área del estado del Amazonas, 0.3661 % de la Región Norte y 0.166 % de todo el territorio brasileño.
El municipio posee una temperatura media anual de 26,3 °C. En la vegetación del municipio predomina una formación arbórea esparsa. Su Índice de Desarrollo Humano (IDH) es de 0,656 siendo considerando inferior a la media nacional y bajo, comparando con el IDH presentado por el estado que fue de 0,680.

## Etimología
La palabra Nhamundá se origina de la palabra indígena Jamundá, que fue el nombre de un jefe de la tribu de los Wabuí. Durante el siglo XVI, en la época de la colonización lusitana de la región, los indios de las etnias Tcháwiyána, Hixkaryána y Kumiyána habitaban las márgenes del río Amazonas, que formó un importante complejo conjunto de etnias dirigido por el jefe tribal, Jamundá.

## Geografía
El municipio de Nhamundá está localizado en la zona fisiográfica del Bajo Amazonas, limitando con los municipios de Parintins y Urucará, en el Amazonas, con el estado de Roraima (norte) y con los municipios de Faro y Tierra Santa, en el estado brasileño del Pará. Distancia de la capital 375 km, en línea recta, y cerca de 577 km por vía fluvial. Su altitud es de 50 metros por encima del nivel del mar.